# 中国民主法制出版社
中国民主法制出版社，位于北京市丰台区右安门外玉林里7号，为中国出版集团公司成员单位之一，主要出版人民代表大会用书和法律图书。

## 简介
中国民主法制出版社于1989年2月成立，原先隶属于全国人大常委会办公厅。2010年4月22日，全国人大常委会办公厅与中国出版集团公司签署文件，使中国民主法制出版社实现了转企、改制、重组，成为中国出版集团公司成员单位之一。中国民主法制出版社自成立以来，以“立足人大工作，服务民主法制”为宗旨。自1995年起，连续被中华人民共和国新闻出版总署评为良好出版社。在2009年中华人民共和国新闻出版总署组织的第一次经营性图书出版单位等级评估中，中国民主法制出版社获“全国百佳出版单位”称号。
2010年转企改制后，中国民主法制出版社除继续出版服务人大机关的图书、法律法规专业图书、法律学术专著等图书外，还积极出版人文社科类图书。

## 历任领导
| 社长 …… - 艾其来（？—？） - 杨瑞雪（？—2010年） - 肖启明（2010年—？） - 刘海涛（？—，兼总编辑） | 总编辑 …… - 李铁流（？—？） - 郭林茂（？—2010年） - 包恒（2010年—？） - 刘海涛（？—） |